# Millicent
Millicent – miasto w Australii, w stanie Australia Południowa.